# Medaile Za osvobození Varšavy
Medaile Za osvobození Varšavy (rusky Медаль «За освобождение Варшавы») byla sovětská medaile založená roku 1945, jež byla udílena za účast na bojích o Varšavu, které probíhaly v lednu 1945. Udílena byla občanům Sovětského svazu i vojákům spřátelených vojsk.

## Historie
Medaile Za osvobození Varšavy byla založena výnosem prezídia Nejvyššího sovětu Sovětského svazu dne 9. června 1945. Autorem vzhledu vyznamenání je medailér Kuritsin.
Vyznamenaný spolu s medailí obdržel i dekret ve formě průkazu, který prokazoval udělení medaile. Medaile se udílela i cizím státním příslušníkům spřátelených armád. Udílení medaile skončilo se zánikem SSSR v roce 1991. K 1. lednu 1995 byla medaile Za osvobození Varšavy udělena přibližně v 701 700 případech.

## Pravidla udílení
Medaile byla určena pro všechny příslušníky Rudé armády, námořnictva a NKVD, stejně jako velitelům této operace, kteří se zúčastnili útoku a osvobození Varšavy v rozhodném období od 14. ledna do 17. ledna 1945.
Medaile se udílela jménem prezidia Nejvyššího sovětu SSSR na základě dokumentů dosvědčujících skutečnou účast jedince na osvobození Varšavy. Tyto doklady mohly být vydány velitelem jednotky či velitelem vojenského zdravotnického zařízení.
Medaile se nosí nalevo na hrudi. V přítomnosti dalších sovětských vyznamenání se nosí za medailí Za osvobození Bělehradu. Pokud se nosí s vyznamenáními Ruské federace, pak mají ruská vyznamenání přednost.

## Popis medaile
Medaile kulatého tvaru o průměru 32 mm je vyrobena z mosazi. Na lícní straně je nápis v cyrilici ЗА ОСВОБОЖДЕНИЕ ВАРШАВЫ (za osvobození Varšavy). V dolní části je pěticípá hvězda. Rubová strana nese pěticípou hvězdu, pod kterou je na třech řádcích datum osvobození Varšavy, 17 января 1945 (17. ledna 1945). Všechny nápisy i obrázky jsou konvexní.
Medaile je připojena pomocí jednoduchého kroužku ke kovové destičce ve tvaru pětiúhelníku potažené hedvábnou stuhou z moaré. Stuha je široká 24 mm. Je modrá s červeným pruhem širokým 8 mm uprostřed. Oba okraje jsou lemovány úzkými žlutými proužky.

## Fotogalerie

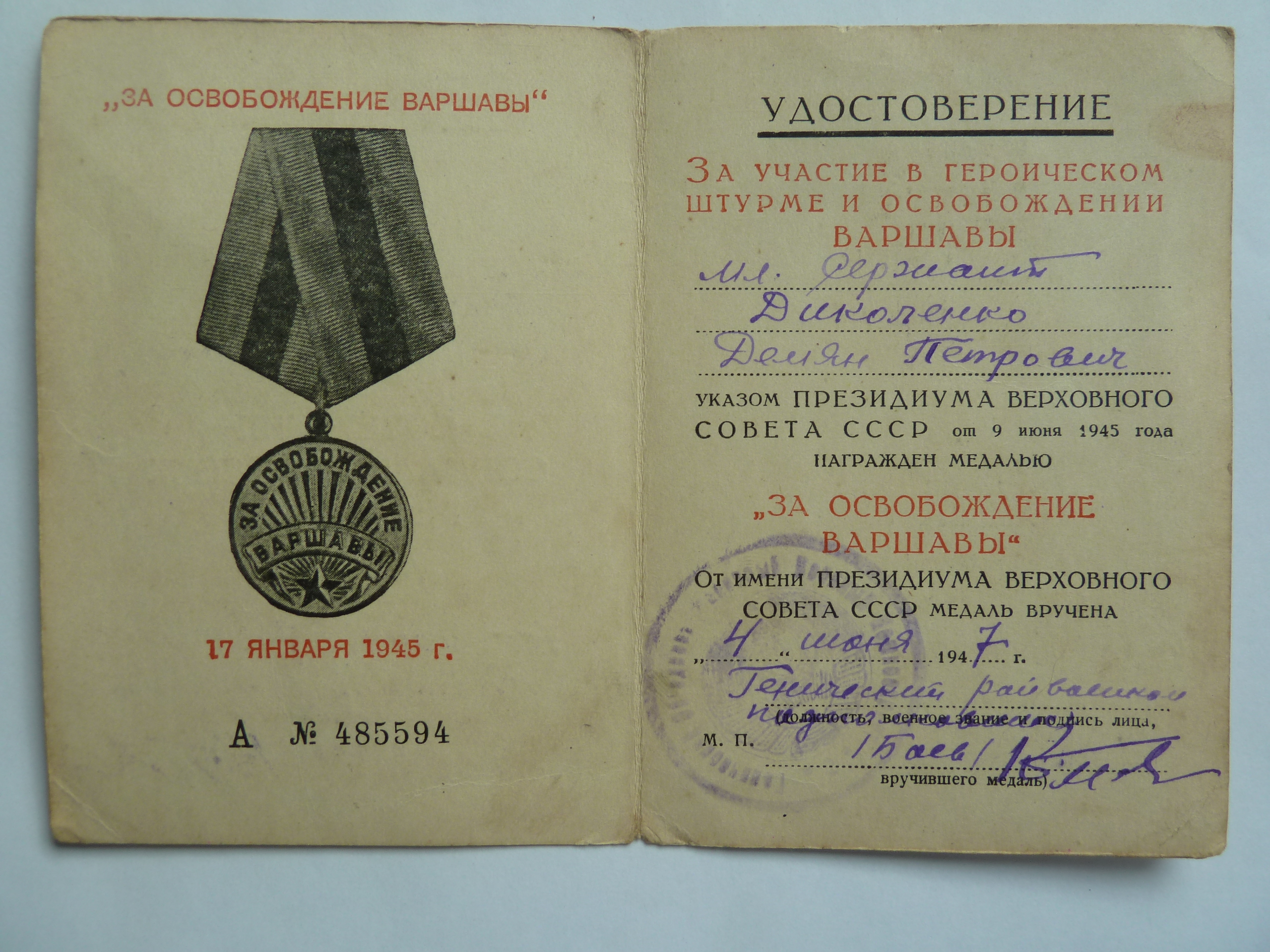
Dekret k medaili Za osvobození Varšavy udělený v roce 1947
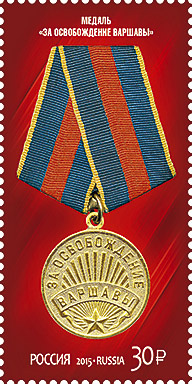
Ruská poštovní známka z roku 2015 s vyobrazením medaile
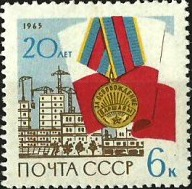
Sovětská poštovní známka z roku 1965 s vyobrazením medaile